# Josef Kadeřábek
Josef Kadeřábek (1928 – 24. ledna 2014) byl český fotbalista, záložník.

## Fotbalová kariéra
V československé lize hrál za Technomat/Vodotechnu Teplice. Gól nedal. Do Teplic přišel z Bíliny.

## Ligová bilance
| Ročník          | Zápasy | Góly | Klub               |
| --------------- | ------ | ---- | ------------------ |
| 1. liga 1950    | 9      | 0    | Technomat Teplice  |
| 1. liga 1951    | 21     | 0    | Vodotechna Teplice |
| 2. liga 1954    | 8      | 1    | Tatran Teplice     |
| 2. liga 1955    | 21     | 5    | Tatran Teplice     |
| 2. liga 1956    | 19     | 1    | Tatran Teplice     |
| 2. liga 1957/58 | 21     | 2    | Tatran Teplice     |
| 2. liga 1958/59 | 12     | 0    | Tatran Teplice     |
| 2. liga 1959/60 | 14     | 2    | Tatran Teplice     |
| CELKEM 1. LIGA  | 30     | 0    |                    |